# ГЕС Гуадалупе 3
ГЕС Гуадалупе 3 — гідроелектростанція у центральній частині Колумбії. Знаходячись між ГЕС Тронерас (42 МВт) та ГЕС Гуадалупе 4, входить до складу однієї з гілок гідровузла у сточищі  річки Нечі (права притока Кауки, яка в свою чергу є лівою притокою Магдалени, котра впадає до Карибського моря в місті Барранкілья). 
В кінці 1920-х років для забезпечення електроенергією одного з найбільших колумбійських міст Медельїну вирішили використати гідроенергетичний потенціал водоспаду Гуадалупе, розташованого за кілька десятків кілометрів на північний схід від нього на річці Гуадалупе – лівій притоці Порсе, котра в свою чергу є правою притокою згаданої вище Нечі. У 1932-му тут ввели в експлуатацію ГЕС Гуадалупе 1 з двома гідроагрегатами по 5 МВт, а в 1938-1943 роках їх доповнили ще трьома по 10 МВт. В 1949-му на відпрацьованій цією станцією воді почала працювати ГЕС Гуадалупе 2 потужністю 10 МВт.  
Наступного десятиліття для забезпечення зростаючого попиту прийняли рішення спорудити ГЕС Гуадалупе З, яка б повністю дублювала схему першої станції. При цьому передбачалось організувати дериваційну схему для збору додаткового ресурсу та створити в системі водосховища, котрі б дозволили збільшити і стабілізувати виробітку електроенергії. У підсумку виникла система гребель, тунелів та водосховищ, яка включає:
- водозабір у верхній течії Нечі та тунель до річки Паджаріто, лівого витоку Сан-Алехандро, котра в свою чергу є правою притокою Нечі;
- водозабір на Паджаріто та тунель до річки Долорес, правого витоку Сан-Алехандро;
- водозабір на Долорес та тунель до річки Мінавія-Консепсьйон, лівої притоки Тенче, котра в свою чергу є правою притокою Нечі (має устя нижче за впадіння Сан-Алехандро);
- водосховище Мірафлорес з об’ємом 144,9 млн м3 на Тенче вище від впадіння Мінавія-Консепсьйон;
- водозабір на Тенче (нижче від впадіння Мінавія-Консепсьйон) та тунель у верхів’я річки Гуадалупе, де створили водосховище Тронерас з об’ємом 26,8 млн м3.
Із останнього зі згаданих сховищ живиться станція Тронерас, відпрацьована якою вода потрапляє у невеликий балансувальний резервуар об’ємом 150 тис м3. Його створили на Гуадалупе перед водоспадом, там же, де був водозабір станції Гуадалупе 1. З резервуару ресурс через тунель довжиною 0,2 км з діаметром 4 метри та два напірні водоводи довжиною біля 1 км кожен потрапляє до машинного залу, зведеного на правому березі Гуадалупе біля підніжжя водоспаду.
В 1962-1966 роках тут встановили шість турбін типу Пелтон потужністю по 45 МВт, які при напорі у 555 метрів повинні забезпечувати виробництво 1617 млн кВт-год електроенергії на рік. 
Відпрацьований ресурс потрапляє у нижній балансувальний резервуар об’ємом 22 тис м3, з якого подаються на ГЕС Гуадалупе 4.
Для видачі продукції її напруга піднімається до 120 кВ.
Можливо також відзначити, що станцію Гуадалупе 1 демобілізували у 1980-х роках.